# Équipe de Bahreïn féminine de football
Cet article traite de l'équipe féminine. Pour l'équipe masculine, voir Équipe de Bahreïn de football.
Maillots
L'équipe de Bahreïn féminine de football est l'équipe nationale qui représente Bahreïn dans les compétitions majeures de football féminin. Elle est gérée par la Fédération de Bahreïn de football.
Son premier match non-officiel a lieu en septembre 2005 et son premier match officiel en avril 2007. L'équipe n'est jamais parvenue à se qualifier pour la Coupe du monde féminine de football, la Coupe d'Asie féminine de football ou les Jeux olympiques.
Les Bahreïnies terminent deuxième du Championnat d'Asie de l'Ouest féminin de football en 2019 et troisièmes en 2010, 2011 et 2014.

## Classement FIFA
| Année              | 2007 | 2008 | 2009 | 2010 | 2011 | 2012 | 2013 | 2014 | 2015 | 2016 | 2017 | 2018       | 2019 | 2020       | 2021 | 2022 | 2023 | 2024 |
| ------------------ | ---- | ---- | ---- | ---- | ---- | ---- | ---- | ---- | ---- | ---- | ---- | ---------- | ---- | ---------- | ---- | ---- | ---- | ---- |
| Classement mondial | 144  | 117  | 92   | 72   | 74   | 70   | 73   | 81   | 84   | 75   | 72   | Non classé | 83   | Non classé | 87   | 86   | 85   | 93   |